# Сьерра-леонско-турецкие отношения
Сьерра-леонско-турецкие отношения — двусторонние дипломатические отношения между Сьерра-Леоне и Турцией.

## История
В 1971 году были установлены официальные дипломатические отношения между государствами. С 1992 года правительство Турции предоставляет стипендии студентам из Сьерра-Леоне.
Сьерра-Леоне и Турция имели напряжённые отношения до недавнего времени. Турция осуждала действия лидера «Объединённого революционного фронта» Фодея Санко, прошедшего военную подготовку в Ливии, из-за того, что «Объединённый революционный фронт» систематически вербовал детей в члены организации, заставляя их совершать ритуальный каннибализм после ампутации рук и ног мирным жителям. Кроме того, Фодей Санко поставлял алмазы «Аль-Каиде», которую Турция классифицировала как террористическую организацию, для перепродажи в Европе. Турция участвовала в миротворческих операциях Организации Объединённых Наций численностью 6000 человек, хотя мирная жизнь в Сьерра-Леоне восстанавливалась в течение очень долгого времени.

## Торговля
В 2019 году объём товарооборота между двумя государствами составил сумму 53,4 миллиона долларов США. Налажено прямое авиасообщение из Стамбула во Фритаун.

## Дипломатические представительства
У Турции есть посольство во Фритауне с февраля 2018 года, а Сьерра-Леоне имеет посольство в Анкаре с января 2020 года.